# ریوفریو (بایه دل کائوکا)
ریوفریو (انگلیسی: Riofrío, Valle del Cauca) نام شهری در کشور کلمبیا است.